# Sulcacis affinis
Sulcacis affinis é uma espécie de insetos coleópteros polífagos pertencente à família Ciidae.
A autoridade científica da espécie é Gyllenhal, tendo sido descrita no ano de 1827.
Trata-se de uma espécie presente no território português.